# Demoticus signatipalpis
Demoticus signatipalpis är en tvåvingeart som beskrevs av Richter 2002. Demoticus signatipalpis ingår i släktet Demoticus och familjen parasitflugor. Inga underarter finns listade i Catalogue of Life.